# 좁은길
"좁은길"은 1988년에 개봉한 대한민국의 영화이다.

## 캐스팅
- 임동진 : 박훈열 역
- 김교순 : 자현 역